# طلاق مکزیکی
در میانهٔ سدهٔ بیستم، برخی آمریکایی‌ها به مکزیک سفر می‌کردند تا زمینه را برای یک «طلاق مکزیکی» فراهم کنند. یک طلاق در مکزیک ساده‌تر، سریع‌تر و کم‌هزینه‌تر بود تا یک طلاق در بیشتر ایالات آمریکا. از میان افراد سرشناسی که با طلاق مکزیکی از همسرانشان جدا شدند می‌توان به الیزابت مانتگامری (از گیگ یانگ)، جانی کارسون، کاترین هپبورن، ریچارد برتون، الیزابت تیلور (از ادی فیشر)، مریلین مونرو (از آرتور میلر)، چارلی چاپلین (از پولت گادرد)، جین منسفیلد (از میکی هارگیتای) و استنلی کوبریک اشاره کرد.